# TJ Rudá hvězda Vsetín
Tělovýchovná jednota Rudá hvězda Vsetín byl poslední název vsetínského vojenského fotbalového klubu, který byl založen v roce 1951 jako Rudá hvězda Vsetín. Většina hráčů zde působila během základní vojenské služby.
Největším úspěchem klubu je čtyřleté působení v jedné ze skupin třetí nejvyšší soutěže v sezonách 1960/61, 1961/62, 1962/63 a 1963/64.
Zanikl po sezoně 1963/64 sloučením s městským rivalem TJ Spartak Zbrojovka Vsetín.

## Historické názvy
Zdroj: 
- 1951 – RH Vsetín (Rudá hvězda Vsetín)
- 1953 – DSO RH Vsetín (Dobrovolná sportovní organisace Rudá hvězda Vsetín)
- 1957 – TJ RH Vsetín (Tělovýchovná jednota Rudá hvězda Vsetín)
- 1964 – zanikl sloučením s TJ Spartak Zbrojovka Vsetín

## Stručná historie klubu
Rudá hvězda Vsetín ve městě existovala již ve 20. a 30. letech 20. století. Kolem roku 1924 hrála svoje zápasy pod Žamboškou a zanikla pravděpodobně v roce 1936. Klub nemohl hrát standardní soutěže a střetával se především s ostatními Rudými hvězdami. V klubu působili mj. funkcionáři Alois Blažek, Šimon, Oldřich Šimara a Jan Kříž. Hráči Rudé hvězdy Vsetín byli mj. bratři Hovadíkové, Kostka, Ječmének, Zgabaj, Vítek, Kraus, Vičan, Jurkovjan, Gebauer, bratři Pohořelští, Divila, Tydlačka, Cefera, Vacula, Gapko, Průša, Knébl a Kovařík. Poválečná historie klubu se začala psát roku 1951, přičemž většina hráčů zde působila během základní vojenské služby. Oddíl zanikl po sezoně 1963/64 sloučením s městským rivalem TJ Spartak Zbrojovka Vsetín.
Působil zde např. brankář Miroslav Halko (* 1942). Chytal dorosteneckou ligu za VŽKG Ostrava (Vítkovice), po vojně v Rudé hvězdě Vsetín hájil 13 let branku vsetínské Zbrojovky a hráčskou kariéru uzavřel v Tatranu Janová. Nastoupil také v utkání 4. kola Československého poháru (1966/67) proti Dukle Praha, které se hrálo ve středu 12. října 1966 ve Vsetíně a domácí druholigový nováček v něm obhájci trofeje a úřadujícímu mistru ligy podlehl těsně 1:2 (poločas 1:1). Tomuto utkání přihlíželo 4 500 diváků, jejichž většinu potěšil již ve 4. minutě Kopecký, když se mu podařilo vstřelit úvodní gól zápasu a poslat domácí nečekaně do vedení.
Do roku 1953 hrála Rudá hvězda Vsetín svoje domácí utkání na hřišti na Ohradě.

## Umístění v jednotlivých sezonách
Stručný přehled
Zdroj: 
- 1958–1960: I. A třída Gottwaldovského kraje
- 1960–1964: Severomoravský krajský přebor

Jednotlivé ročníky
Zdroj: 
Legenda: Z – zápasy, V – výhry, R – remízy, P – porážky, VG – vstřelené góly, OG – obdržené góly, +/− – rozdíl skóre, B – body, červené podbarvení – sestup, zelené podbarvení – postup, fialové podbarvení – reorganizace, změna skupiny či soutěže
| Československo (1951 – 1964) |                                              |        |    |    |   |    |    |    |     |    |        |
| Sezóny                       | Liga                                         | Úroveň | Z  | V  | R | P  | VG | OG | +/− | B  | Pozice |
| ...                          |                                              |        |    |    |   |    |    |    |     |    |        |
| 1956                         | I. B třída Gottwaldovského kraje – sk. sever | 5      | 20 | 7  | 2 | 11 | 55 | 62 | −7  | 16 | 8.     |
| 1957/58                      | I. B třída Gottwaldovského kraje – sk. sever | 5      | 33 | 12 | 6 | 15 | 81 | 92 | −11 | 30 | 9.     |
| 1958/59                      | I. B třída Gottwaldovského kraje – sk. sever | 5      | 22 | 15 | 4 | 3  | 90 | 39 | +51 | 34 | 1.     |
| 1959/60                      | I. A třída Gottwaldovského kraje             | 4      | 22 | 12 | 5 | 5  | 66 | 39 | +27 | 29 | 2.     |
| 1960/61                      | Severomoravský krajský přebor                | 3      | 26 | 10 | 6 | 10 | 55 | 49 | +6  | 26 | 7.     |
| 1961/62                      | Severomoravský krajský přebor                | 3      | 26 | 11 | 6 | 9  | 62 | 48 | +14 | 28 | 4.     |
| 1962/63                      | Severomoravský krajský přebor                | 3      | 26 | 12 | 5 | 9  | 55 | 42 | +13 | 29 | 7.     |
| 1963/64                      | Severomoravský krajský přebor                | 3      | 26 | 16 | 4 | 6  | 66 | 27 | +39 | 36 | 2.     |

Poznámky:
- Po sezoně 1963/64 byla Rudá hvězda Vsetín sloučena se Spartakem Zbrojovka Vsetín, který skončil ve stejné soutěži poslední a jen díky sloučení zůstal ve třetí nejvyšší soutěži.[1]